# 迪爾伍德 (明尼蘇達州)
迪爾伍德（英語：Deerwood）是一個位於美國明尼蘇達州克羅溫縣的城市。

## 人口
根據2020年美國人口普查的數據，迪爾伍德的面積為5.39平方千米，當中陸地面積為3.86平方千米，而水域面積為1.53平方千米。當地共有人口526人，而人口密度為每平方千米98人。